# Vụ hack Sony Pictures

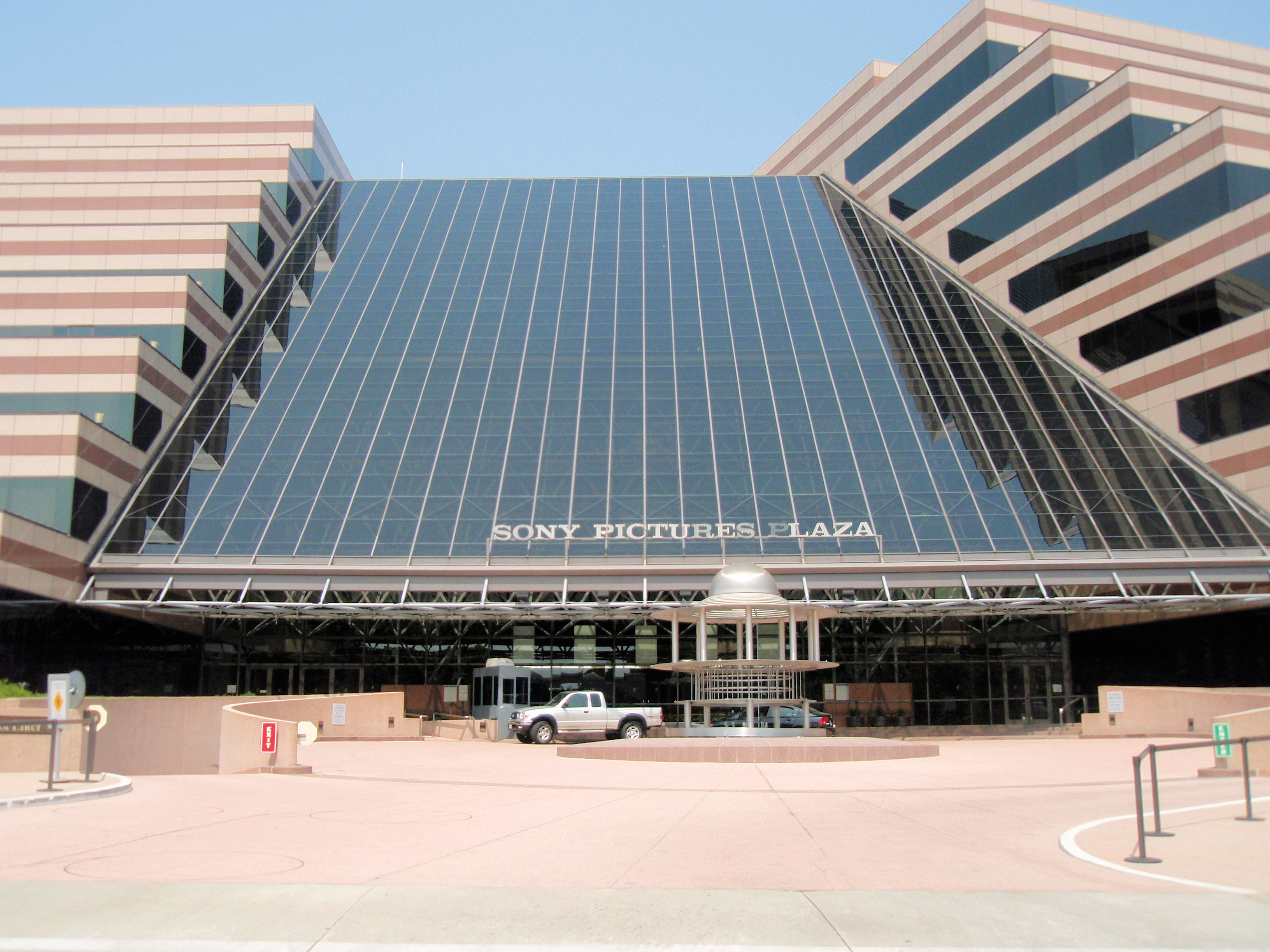
Trụ sở trung ương của Sony Pictures ở Culver City, California, Hoa Kỳ

Vụ hack Sony Pictures là vụ một nhóm hacker vào ngày 24 tháng 11 năm 2014, tự xác định tên của mình là "Guardians of Peace" (GOP), tiết lộ thông tin bí mật từ hãng phim Sony Pictures. Các dữ liệu bao gồm thông tin cá nhân về nhân viên của Sony Pictures và gia đình họ, email giữa nhân viên, thông tin về mức lương điều hành tại công ty, bản sao của các phim Sony chưa phát hành và các thông tin khác.
Vào tháng 11 năm 2014, nhóm GOP yêu cầu Sony không cho chiếu phim The Interview, một phim hài về âm mưu ám sát nhà lãnh đạo Cộng hòa Dân chủ Nhân dân Triều Tiên Kim Jong-Un và đe doạ sẽ tấn công khủng bố tại các rạp hát cho chiếu phim này. Sau khi các rạp chiếu phim lớn của Mỹ không tham gia chiếu cuốn phim để đối phó với những mối đe dọa này, Sony chọn bỏ việc ra mắt chính thức và phát hành phim đại chúng, bỏ việc phát hành bản kỹ thuật số và tiếp theo là phát hành nhà hát hạn chế vào ngày hôm sau.
Các quan chức tình báo Hoa Kỳ, sau khi đánh giá phần mềm, kỹ thuật, và các nguồn mạng được sử dụng trong vụ tấn công, cáo buộc là cuộc tấn công được Triều Tiên tài trợ. Triều Tiên đã bác bỏ tất cả trách nhiệm.